# Buen Ladrón
El Buen Ladrón, conocido también como san Dimas, es uno de los dos malhechores que según los evangelios fueron crucificados al mismo tiempo que Jesús de Nazaret. En el evangelio de Lucas se relata que Jesús dijo al «Buen Ladrón» durante la crucifixión que antes de que acabara el día, estaría con él en el paraíso. Aunque ninguno de los evangelios canónicos menciona el nombre de los ladrones, según cierta tradición su nombre sería Dimas, nombre que también es recogido en algunos evangelios apócrifos. Su festividad se celebra el 25 de marzo.

## En los evangelios canónicos
Aunque nunca fue oficialmente canonizado por la Iglesia católica, se le suele considerar como la única persona que fue directamente reconocida como santo por Jesús, quién le dijo en la cruz: «te aseguro que hoy estarás conmigo en el paraíso» (Lc 23,43).
El martirologio romano (catálogo oficial de los Santos de la Iglesia católica) le tiene inscrito, aunque sin citar su nombre, en el día 25 de marzo, a continuación de la Solemnidad de la Anunciación del Señor.
Los dos ladrones fueron crucificados junto a Jesús, uno a su derecha y otro a su izquierda. Según el evangelio de Mateo, ambos se burlaron al principio de Jesús, sin embargo, el evangelio de Lucas refiere que solamente habría sido uno de ellos el que se burló:

Uno de los criminales que estaban colgados, lo insultaba: —¡Si tú eres el Mesías, sálvate a ti mismo y sálvanos también a nosotros! Pero el otro reprendió a su compañero, diciéndole: —¿No tienes temor de Dios, tú que estás bajo el mismo castigo? Nosotros estamos sufriendo con toda razón, porque estamos pagando el justo castigo de lo que hemos hecho; pero este hombre no hizo nada malo. Luego añadió: —Jesús, acuérdate de mí cuando comiences a reinar. Jesús le contestó: —Te aseguro que hoy estarás conmigo en el paraíso.
Lucas 23,39-43 

## En los evangelios apócrifos

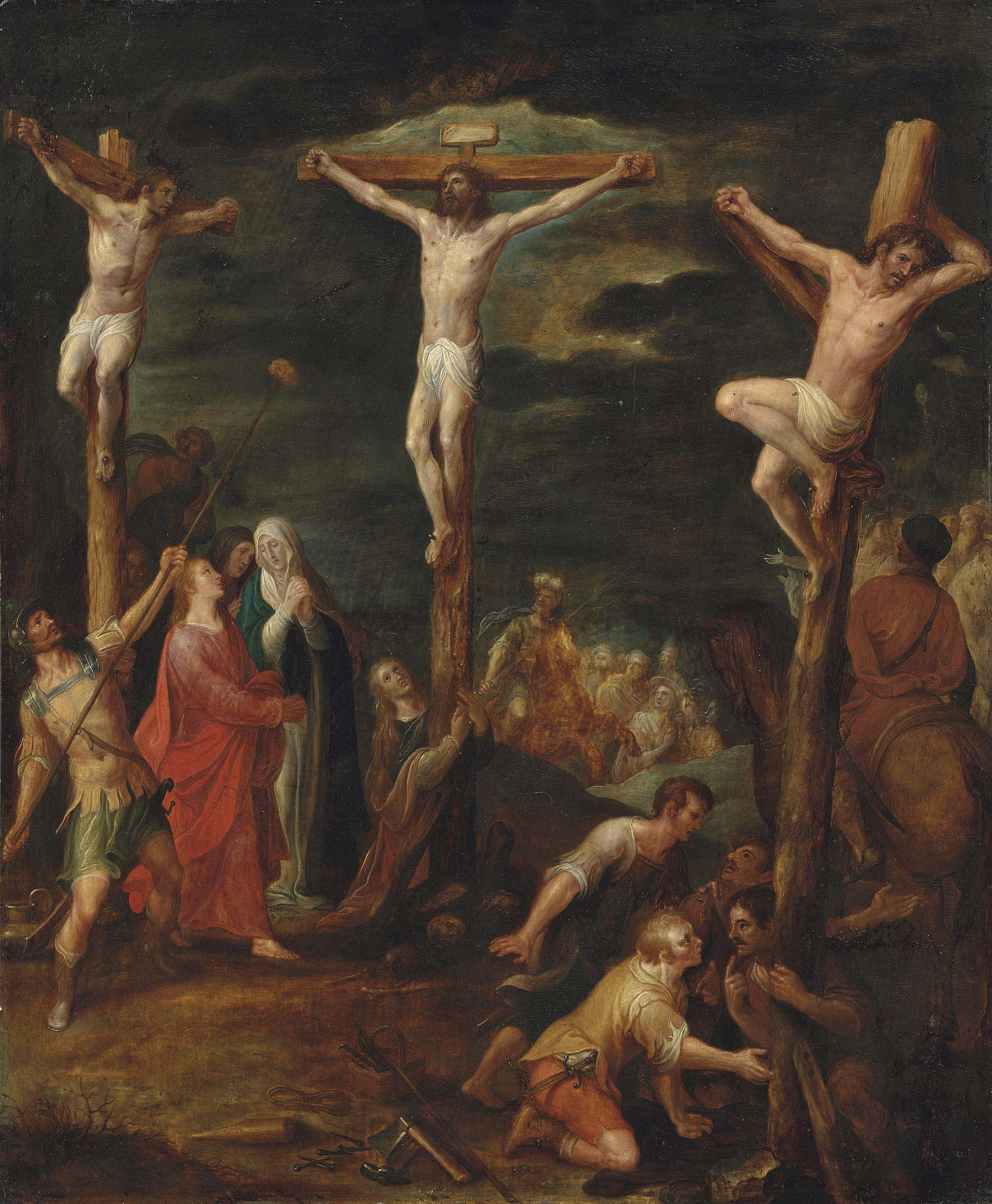
El buen ladrón (izquierda) observa a Jesús mientras el mal ladrón (derecha) aparta su mirada de este. Vista de la Crucifixión de Jan Snellinc (c. 1597).

De acuerdo con la tradición y ciertos evangelios apócrifos, el Buen Ladrón se llamaba Dimas y fue crucificado a la derecha de Jesús, mientras que el Mal Ladrón, llamado Gestas, a la izquierda. Por este motivo, con frecuencia las representaciones de la crucifixión muestran a Jesús con la cabeza inclinada hacia el lado derecho.
En el apócrifo evangelio de José de Arimatea, se narran sus delitos:

Se llamaba Dimas; era de origen galileo y poseía una posada. Atracaba a los ricos, pero a los pobres les favorecía. Aun siendo ladrón, se parecía a Tobías, pues solía dar sepultura a los muertos. Se dedicaba a saquear a la turba de los judíos; robó los libros de la ley en Jerusalén, dejó desnuda a la hija de Caifás, que era a la sazón sacerdotisa del santuario, y substrajo incluso el depósito secreto colocado por Salomón. Tales eran sus fechorías.
Apócrifo de José de Arimatea 1,2

Por su parte, en el apócrifo evangelio de Nicodemo se hace la siguiente narración de la llegada del Buen Ladrón al Paraíso:

Y, al verlo, todos los santos le preguntaron: ¿Quién eres? Tu aspecto es el de un ladrón. ¿De dónde vienes, que llevas el signo de la cruz sobre tus espaldas? Y él, respondiéndoles, dijo: Con verdad habláis, porque yo he sido un ladrón, y he cometido crímenes en la tierra. Y los judíos me crucificaron con Jesús, y vi las maravillas que se realizaron por la cruz de mi compañero, y creí que es el Creador de todas las criaturas, y el rey todopoderoso, y le rogué, exclamando: Señor, acuérdate de mí, cuando estés en tu reino. Y, acto seguido, accediendo a mi súplica, contestó: En verdad te digo que hoy serás conmigo en el Paraíso. Y me dio este signo de la cruz, advirtiéndome: Entra en el Paraíso llevando esto, y, si su ángel guardián no quiere dejarte entrar, muéstrale el signo de la cruz, y dile: Es Jesucristo, el hijo de Dios, que está crucificado ahora, quien me ha enviado a ti.
Apócrifo de Nicodemo 27,2-3

Finalmente, en el apócrifo evangelio árabe de la infancia del siglo VI, el Buen Ladrón recibe el nombre de Tito y su historia es relatada el episodio de Los dos bandidos, en el que unos salteadores atacan a san José y su familia mientras atraviesan un bosque. Uno de los malhechores, llamado Tito (el Buen Ladrón), intercede para protegerlos, mientras que el otro que se llamaba Dúmaco (el Mal Ladrón) no accede. La Virgen María bendice a Tito y el propio Jesús profetiza que ambos forajidos serán crucificados.

Y Jesús tomó la palabra, y dijo a María: ¡Oh madre mía, dentro de treinta años, los judíos me crucificarán en la ciudad de Jerusalén, y, conmigo, crucificarán a estos dos bandidos, Tito a mi derecha, y Dumaco a mi izquierda! Y, en el día aquel, Tito me precederá en el paraíso. Y María repuso: ¡Esto os sea recompensado, hijo mío!
Apócrifo árabe de la infancia 23,2

## Culto en la Iglesia ortodoxa

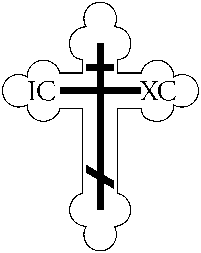
La cruz ortodoxa, cruz de tres barras o de ocho puntas. El travesaño inclinado simboliza en su parte elevada al «Buen Ladrón» y en su parte baja al «Mal Ladrón».

En la Iglesia ortodoxa, la cruz es representada con tres barras horizontales, la más alta representa el titulus crucis (la inscripción que Poncio Pilatos mandó poner sobre la cabeza de Cristo en latín, griego y hebreo: «Jesús de Nazaret, Rey de los Judíos»), la segunda más larga representa el madero sobre el que fueron clavados las manos de Jesús y la más baja, oblicua, señala hacia arriba al Buen Ladrón y hacia abajo al Mal Ladrón.

## Iconografía

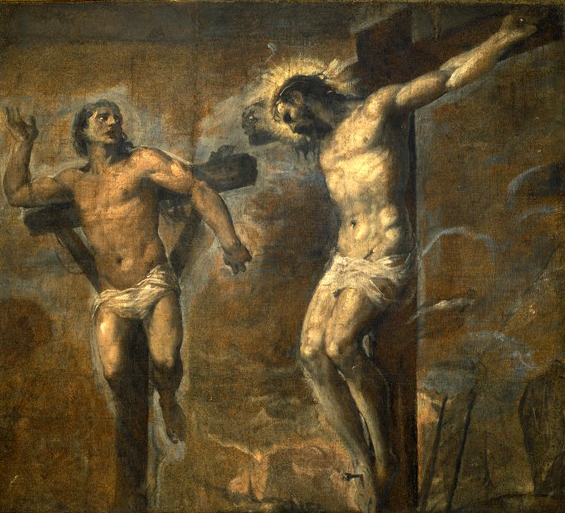
Cristo y el Buen Ladrón, de Tiziano, c. 1566, Pinacoteca Nacional de Bolonia.

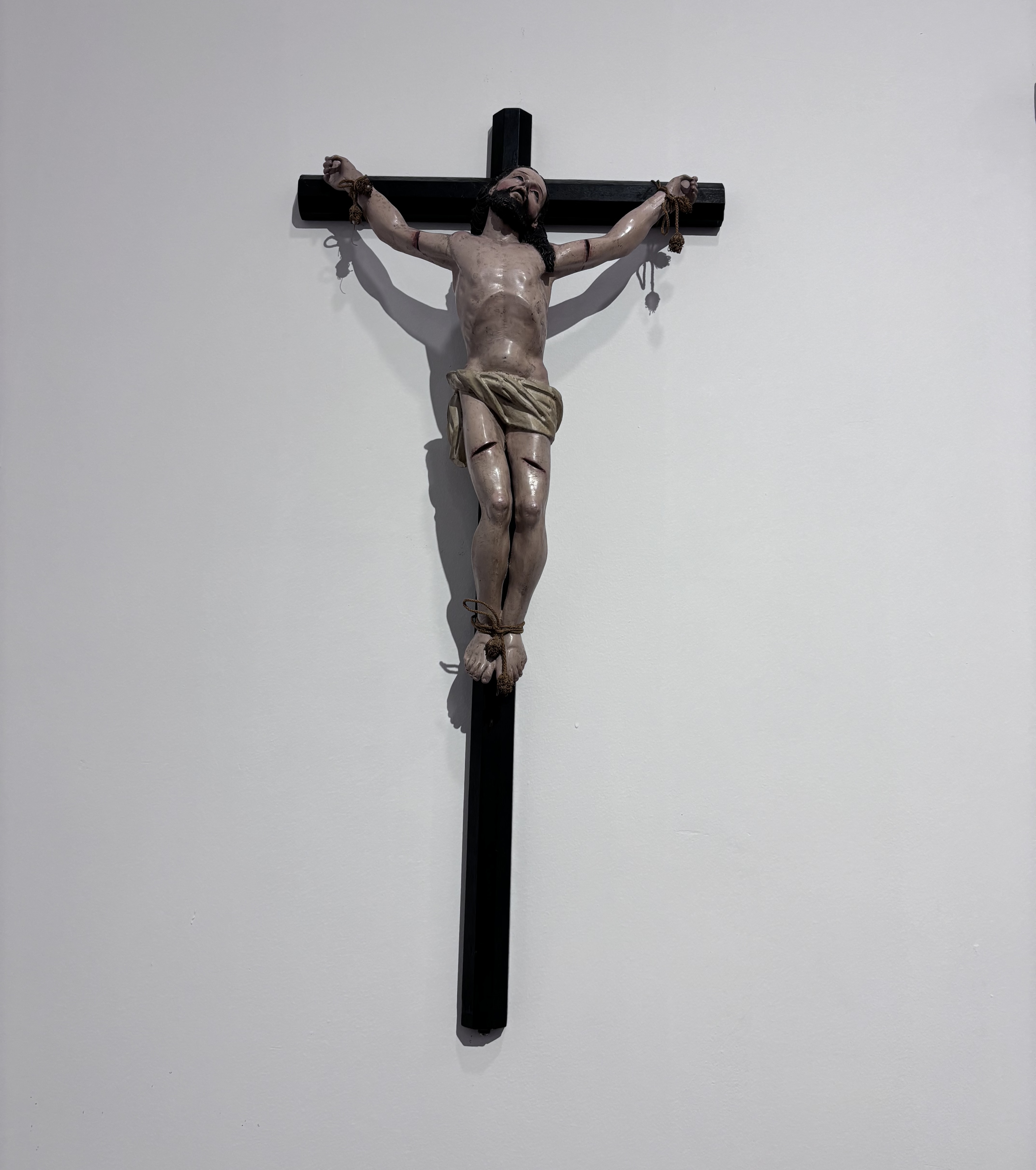
Dimas (anónimo, s. XVIII). Convento de Santo Domingo, Quito.

El buen ladrón suele representarse durante la crucifixión colocado a la derecha de Jesucristo y mirándolo a la cara, porta un nimbo, señal de santidad, sobre la cabeza. Su actitud suele ser de serenidad, mientras que el mal ladrón se representa a la izquierda de Jesús y no lo mira, generalmente muestra signos de dolor y se contorsiona en la cruz. En algunas representaciones, sobre el buen ladrón se coloca un ángel que espera su muerte para ascender con su alma al Cielo, mientras que al lado del mal ladrón aparece un demonio. Los dos ladrones suelen estar atados a la cruz en lugar de clavados.